# بورگوهوندو
 بورگوهوندو  دهستانی در استان آبیلای اسپانیا است.
در این دهستان ۱٬۲۰۰ نفر زندگی می‌کنند. مساحت این دهستان ۵۵٫۳۰ کیلومتر مربع است.